# Султанов, Абдулла Афзалович
Абдулла Афзалович Султанов (баш. Абдулла Афзал улы Солтанов; 25 сентября 1928, аул Кубагушево, Тамьян-Катайский кантон, БАССР — 17 августа 2023) — советский и российский певец и кураист. Заслуженный работник культуры Башкирской АССР (1986), народный артист Башкортостана (1996). Лауреат Республиканской премии имени Салавата Юлаева (1992).

## Биография
Султанов Абдулла Афзалович родился 25 сентября 1928 года в деревне Кубагушево Тамьян-Катайского кантона Башкирской АССР.
Обладает голосом большого диапазона свыше двух октав. Прославился как исполнитель башкирских народных песен (особенно в жанре озон-кюй). Народный артист Башкортостана (1996), заслуженный работник культуры БАССР (1986). Лауреат 1992 году Республиканской премии имени Салавата Юлаева «за выдающееся исполнительское мастерство и большой вклад в пропаганду песенного творчества»
Абдулла Султанов — человек удивительной судьбы. До выхода на профессиональную сцену во времена перестройки, за которым последовали концерты в Москве и Санкт-Петербурге, Самаре, Екатеринбурге, Болгарии и Румынии, в Японии, он 40 лет проработал в родной деревне пастухом и табунщиком, выступая в родном районе «чуть ли не в каждом сельском клубе и на полевых станах Учалинского района» (Багуманов, Фаизова, С. 198). Впервые на сцену Абдуллу Султанова вывела его учительница начальных классов Мафтуха Суфьяновна, услышав пение семилетнего Абдуллы. Искусство и знание народных песен семилетний мальчик перенял из простой большой крестьянской семьи. «Загруженная домашним хозяйством, неразговорчивая мать — Махиямал общалась с любимым ребёнком языком задушевных песен» (Нелли Ахметжанова), отец Афзал, его брат и их дядя были сильными кураистами. От своего отца Абдулла Султанов перенял мастерство кураиста и знание классического исполнения песен «озон-кюй» — «Урал», «Томан» («Туман»), «Буранбай». В родном крае — Башкирском Зауралье — Абдулла Султанов принял старинные традиции исполнения, как и его землячки, ставшие профессиональными певицами — Нажия Аллаярова, Флюра Кильдиярова, Назифа Кадырова.
На большую сцену художественной самодеятельности попал в 1955 году. В Москве проходила Декада башкирской литературы и искусства, где на заключительном концерте кураист А. Султанов аккомпанировал юной талантливой исполнительнице башкирских народных песен, уроженке Учалинского района Н. Аллаяровой.
Зачисленный в состав танцевального ансамбля «Юлдаш» (впоследствии «Лэйсан»), Султанов принимал участие в различных смотрах художественной самодеятельности, проходивших в городах СССР, выезжал на гастроли в Германию, Португалию, Польшу. В 1977 году на I-м Всесоюзном Фестивале лауреатов художественной самодеятельности А. Султанов в сопровождении ансамбля кураистов Зианчуринского района с огромным успехом исполнил на сцене Кремлёвского Дворца съездов знаменитую башкирскую народную песню «Урал». В 1993 году Абдулла Султанов потерял зрение после аварии, в которую попал идя после репетиции торжественного концерта из оперного театра.
Наиболее известная исполненная Абдуллой Афзаловичем Султановым композиция — озон-кюй (протяжная песня) «Буранбай». Т. С. Сайфуллин, основатель Башкирской хоровой капеллы, сказал: «Он „Буранбай“ так спел, что я просто онемел! Подобного пения я в жизни не слышал! Это такой голос! Здесь есть и внутренняя глубина, и потрясающий диапазон, голос легко поднимается вверх и легко опускается вниз…» «Султановский вариант „Буранбая“ — это ещё одна грань неисчерпаемого богатого драматического образа» (Багуманов, Фаизова, С. 199).
Сольный концерт Абдуллы Султанова, выдвинутый на соискание премии имени Салавата Юлаева прошёл в апреле 1992 года в Большом зале Башгосфилармонии. А.А. Султанов исполнял башкирские песни озон-кюй, среди них — «Ямалекай-тау», «Сибай», «Зюльхизя», а также те самые, что перенял маленьким мальчиком от отца — «Урал», «Туман», «Буранбай».
Скончался 17 августа 2023 года на 95-м году жизни.